# Mark Worthington
Mark Worthington (* 8. Juni 1983 in Australind, Western Australia) ist ein australischer Basketballnationalspieler, der an den Olympischen Spielen 2008 in Peking sowie den Basketball-Weltmeisterschaften 2006 und 2010 teilgenommen hat. Bei einem kurzen Engagement bei den Brose Baskets aus Bamberg gewann er 2010 das deutsche Double aus Pokal und Meisterschaft.

## College
Während seines Studiums in den Vereinigten Staaten spielte Worthington zusammen mit dem Österreicher Benjamin Ortner für die Roadrunners des Metro State College aus Denver in Colorado in der NCAA Division II. 2002 gewannen die Roadrunners mit Worthington die Meisterschaft dieser Division gegen den Vorjahressieger, die Panthers des Kentucky Wesleyan College, und wiederholten damit ihren Erfolg von 2000 gegen diesen Gegner. In seinem Abschlussjahr 2005 als Senior wurde Worthington von der Vereinigung der Collegebasketballtrainer (National Association of Basketball Coaches, NABC) zum Spieler des Jahres der Division II gewählt.

## Professionelle Karriere
2005 kehrte Worthington nach Studienende in sein Heimatland zurück und spielte für die Kings, dem Titelverteidiger aus Sydney in der National Basketball League von Australien und Neuseeland. In seiner Debütsaison wurde er zum Rookie of the Year gewählt. Mit Worthington konnte in den folgenden drei Jahren keine Meisterschaft errungen werden, stattdessen verlor man 2006 und 2008 gegen die Tigers aus Melbourne die Finalserie. Im Jahre 2008 wurde den Kings vorübergehend die Lizenz entzogen. Worthington wechselte zu den South Dragons nach Melbourne, die aber am Ende der Saison 2008/09 nach dem Sieg in der Finalserie über die Tigers ihre Lizenz zurückgaben. Daraufhin unterschrieb Worthington einen Vertrag beim Lokalrivalen zur Saison 2009/10, in der er in das All-NBL First Team gewählt wurde. Nachdem es die Tigers nicht in die Final-Play-Offs der besten vier Mannschaften geschafft hatten, unterschrieb Worthington Mitte Februar 2010 einen Vertrag bei den Brose Baskets in der BBL. Worthington trat damit bei Brose in die Nachfolge australisch-neuseeländischer Basketballgrößen wie Luke Schenscher und Mark Dickel, die beide in der Basketball-Bundesliga 2007/08 für den damaligen Titelträger antraten. Bei Schenscher und Dickel wurden allerdings die jeweiligen Verträge wegen Verletzung und/oder mangelnder Perspektive bereits vorzeitig beendet.
Worthington war bei den Brose Baskets erfolgreicher als seine Vorgänger vom fünften Kontinent. Mit der anderen Nachverpflichtung Anton Gavel war er ein wichtiger Baustein beim erneuten Titelgewinn der Brose Baskets im Juni 2010, als man als Fünftplatzierter der Hauptrunde bis ins Finale um die Meisterschaft einzog. Als Einwechselspieler war Worthington im Spiel 3 Topscorer der Bamberger, was er zuvor auch im Spiel 2 des Halbfinales gewesen war. In der Finalserie bezwang man nach fünf Spielen die Skyliners Frankfurt, welche man zwei Monate zuvor auch im Pokalfinale besiegt hatte, und gewann damit zum ersten Mal in der Bamberger Vereinsgeschichte das Double aus Meisterschaft und Pokal. Zur Saison 2011/12 kehrte der in seine Heimat zurück und schloss sich den Gold Coast Blaze an. Am Saisonende wurde er in das All-NBL First Team gewählt.

## Nationalmannschaft
Worthington hat mit der Auswahl seines Heimatlandes an den Olympischen Spielen 2008 sowie den Weltmeisterschaften 2006 und 2010 teilgenommen. Bei seinen ersten Teilnahmen unterlag er mit seiner Mannschaft im WM-Achtelfinale sowie im Olympiaviertelfinale jeweils der Auswahl der Vereinigten Staaten. Bei der WM 2010 scheiterte man im Achtelfinale an Slowenien, nachdem man in der Gruppenphase die deutsche Basketballnationalmannschaft hinter sich gelassen hatte. Bei den Commonwealth Games 2006 in Melbourne konnte man den ewigen Rivalen aus dem Nachbarland Neuseeland bezwingen und die Goldmedaille im Heimatland erringen.
Bei den Ozeanienmeisterschaften war Worthington mit Australien 2005 und 2007 zweimal Sieger in der Finalserie gegen Neuseeland.

## Auszeichnungen
- NABC State Farm Division II Player of the Year 2005
- NBL Rookie of the Year 2006
- Berufung ins All NBL First Team 2008 & 2009

## Erfolge
- 2002: NCAA Division II-Meister mit den MSCD Roadrunners
- 2006 & 2008: NBL-Vizemeister mit den Sydney Kings
- 2009: NBL-Meister mit den Melbourne South Dragons
- 2010: Deutscher Pokalsieger & Deutscher Meister mit den Brose Baskets Bamberg